# Mondo 2000
Mondo 2000 fue un magacín sobre cibercultura publicado en California durante los 80 y los 90. Trató sobre temas cyberpunk tales como realidad virtual y drogas inteligentes. Era visto como un reflejo más subversivo o anárquico que su más tarde contemporánea, la revista Wired.
Mondo 2000 se inició como High Frontiers en 1984, editado por R. U. Sirius (seudónimo de Ken Goffman) y Queen Mu (Allison Bailey Kennedy). A Sirius, se unió la hacker Jude Milhon (alias St. Jude) como editora y el magacín fue renombrado Reality Hackers en 1988 para reflejar mejor su enfoque en los temas sobre drogas y ordenadores. 
Cambió su nombre de nuevo a Mondo 2000 en 1989. El director de arte y fotógrafo Bart Nagel, un pionero en el Photoshop collage, dio a la publicación una estética elegante y surrealista. Junto con la versión impresa de Boing Boing, con la cual Mondo 2000 compartía varios escritores, incluyendo Mark Frauenfelder, Richard Kadrey, Gareth Branwyn, y Jon Lebkowsky, Mondo 2000 ayudó al desarrollo de la subcultura cyberpunk. R. U. Sirius abandonó el magacín a principios de 1993, aproximadamente al mismo tiempo del lanzamiento de Wired. El magacín continuo siendo publicado con este nombre hasta 1998, cuando fue editado su último número, el 17.
Algunos escritores de artículos fueron William Gibson, Rudy Rucker, Bruce Sterling, y Robert Anton Wilson.

## Curiosidades
- Una película Mondo es un tipo de documental de bajo presupuesto, representando temas y escenas sensacionalistas, tipificados por la película italiana Mondo Cane. En inglés son también conocidos como Shockumentary. "Mondo" puede ser usado como adjetivo (comparación con "gonzo"), y es muy probable que el nombre del magacín refleje la intención de informar sobre el futuro ("2000") en el estilo mondo.

## Publicaciones
- Mondo 2000: A User's Guide to the New Edge Rudy Rucker, R.U. Sirius, Queen Mu (ISBN 0-06-096928-8)